# Chemical World
«Chemical World» —en español: «Mundo químico»— es una canción de la banda británica de rock alternativo Blur, incluida en su segundo álbum Modern Life Is Rubbish.

## Pistas
El sencillo fue lanzado en el Reino Unido en vinilos de 7" y 12", y dos CD. El CD 1 y el 12" presentaban la versión de demostración reelaborada, mientras que el CD 2 y el 7" presentaban la versión de Stephen Street (en forma editada en el 7").
El 12" y el CD2 incluyen tres temas exclusivos "Young & Lovely", "Es Schmecht" y "My Ark"."Young & Lovely" fue aclamado como uno de los mejores temas perdidos por Q en 2007.
El CD1 presenta tres pistas grabadas en vivo en Glastonbury Festival 1992. La canción "Never Clever" no se había lanzado anteriormente. Originalmente fue pensado como la continuación del cuarto single de Blur, "Popscene". Sin embargo, la muerte comercial de "Popscene" provocó el abandono de esos planes. La versión de estudio de "Never Clever" finalmente se lanzó en un sencillo promocional para celebrar el lanzamiento número 100 de Food Records en 1997.
El vinilo de 7 pulgadas tiene una versión de portada de "Maggie May" de Rod Stewart, que se había grabado y se lanzó por primera vez el Ruby Trax, una recopilación del álbum triple de 1992 de versiones de portada emitida por NME en su 40 cumpleaños. También apareció enThe Special Collectors Edition de Blur en 1994 junto con "Es Schmecht".

## Lanzamiento
Fue lanzado el 28 de junio de 1993 como el segundo single de ese álbum, igualando su lanzamiento anterior "For Tomorrow" en el número 28 en el UK Singles Charts. En los Estados Unidos, la canción alcanzó el número 27 en la lista Modern Rock Tracks, convirtiéndose en el único sencillo de Modern Life Is Rubbish que se ubica allí.
La canción fue encargada por el sello discográfico estadounidense de Blur, SBK Records, para aumentar el atractivo del álbum para el mercado estadounidense. La primera versión que se mostró a SBK fue una demostración producida por la banda. Luego fue regrabado en una versión producida por Stephen Street. Esta versión se usó para la versión británica del álbum, pero SBK prefirió la demo que fue "reelaborada" por los productores Clive Langer y Alan Winstanley y utilizada para el álbum estadounidense. Aunque originalmente nunca se etiquetó como tal (con solo los créditos del productor en las fundas y etiquetas que muestran qué versión se usa), esta versión ahora se conoce como "Chemical World (Reworked)", que es como apareció desde 1999 la caja recopilatoria del décimo aniversario de Blur.
El video musical muestra a la banda en un campo cubierto de hierba rodeada de vida silvestre. En "Beavis and Butt-Head", cuando se revisó el video, Beavis dijo que quería orinar por toda la banda y la vida silvestre, incluido un caracol y Damon Albarn.
"Chemical World" no apareció en la compilación de grandes éxitos de 2000 Blur: The Best Of  pero se incluyó en la compilación de 2009 Midlife: A Beginner's Guide to Blur.

## Listado de temas
Toda la música compuesta por Albarn, Coxon, James y Rowntree. Todas las letras compuestas por Albarn; excepto donde se indique.
7"
1. "Chemical World" (Radio Edit) – 3:54
2. "Maggie May" (Rod Stewart y Martin Quittenton) – 4:05

12"
1. "Chemical World (Reworked)" – 3:46 (uncredited on sleeve that it is the reworked demo version)
2. "Es Schmecht" – 3:38
3. "Young & Lovely" – 5:04
4. "My Ark" – 5:58

CD 1 (live tracks from Glastonbury Festival 1992)
1. "Chemical World (Reworked)" (uncredited on sleeve that it is the reworked demo version)
2. "Never Clever (live)" (Blur (music and lyrics))– 2:28
3. "Pressure on Julian (live)" – 5:00
4. "Come Together (live)" – 3:30

CD 2
1. "Chemical World" (Radio Edit) – 3:54
2. "Young & Lovely" – 5:04
3. "Es Schmecht" – 3:38
4. "My Ark" – 5:58

## Personal
- "Chemical World" y "Young & Lovely"  producidos por Stephen Street
- "Es Schmecht"  producido por Blur
- "My Ark"  producido por Blur y John Smith
- "Maggie May"  producida por Steve Lovell
- "Chemical World" (reelaborado)  producido por Blur, Clive Langer y Alan Winstanley
- Damon Albarn: Voz principal
- Graham Coxon: guitarra, coros
- Alex James: Bajo
- Dave Rowntree: batería

## Listas
| Listas (1993)    | Posición |
| ---------------- | -------- |
| UK Singles Chart | 28       |
| 27               | 27       |